# Limerik
Limerik je vrsta enokitične domiselne in smešne poezije, ki je včasih tudi erotično žgečkljiva. Vsebuje 5 verzov, pri čemer sta 3. in 4. verz krajša od ostalih. 

## Inteligentni nonsens
Limeriki pogosto temeljijo na igri besed ali na dobrohotnem zasmehovanju in je potrebno nekaj znanja za dojetje njihovega sporočila:
Bila je nekoč čudna družina Stein:

Bila je Gerta, bil je Ep in bil je Ein;

    Gertinih pesmi še danes nihče ne mara,

    Epovi kipi – navadna šara!

Kdo pa zastopi teorije, ki jih je postavil Ein?

## Izvor in razširjenost
Nastanek limerika ni popolnoma jasen. Limerik je preprosta in priljubljena oblika angleške poezije, zato je nekaj časa veljalo, da je to jedrnato obliko komične poezije iznašel angleški slikar in pesnik nonsens poezije Edward Lear, vendar je izvor možno iskati tudi v Franciji in na Irskem. 
Ta ali podobna oblika ljudske ustne poezije je obstajala že pred Learom, vendar vseeno ostaja dejstvo, da je limerik šele z njim dobil svojo kanonično obliko, in sicer z njegovo ilustrirano zbirko A Book of Nonsense  (1846). 
Izvor imena naj bi predstavljalo irsko mesto Limerick.
Na prelomu 19. v 20. stoletje je bil v Angliji pravi razcvet limeriške poezije in je tam popularna tudi danes, pri drugih narodih, z izjemo Francije, pa niti ne.

## Metrika
Limerik ima le 5 verzov, pri čemer so prva dva in peti verz daljši od tretjega in četrtega.
Vsebuje dve rimi, in sicer prvo, končno, žensko rimo (aaa), ki se pojavi trikrat in povezuje prvi, drugi in zadnji verz, ter drugo, moško rimo (bb), ki se pojavi v tretjem in četrtem verzu. Rima je torej aabba.
Najbolj običajna stopica limerika je anapest, ki pripomore k poskočni naravi pesniške oblike.

Struktura najbolj razširjene forme limerika, zgrajene na anapestu
verz        število stopic                                   rima
1.                3                UU–|UU–|UU–          A
2.                3                UU–|UU–|UU–          A
3.                2                      UU–|UU–           B
4.                2                      UU–|UU–           B
5.                3                UU–|UU–|UU–          A
Limericki so neumni in grešni,
Običajno zelo neolikani in grdo smešni;
    Zato, če ste po naravi zadržani,
    Upoštevajte nasvet znani,
Da so običajno užaljeni vsi brezgrešni.
(neznani avtor)

Neolikanost verzov je pogosta lastnost limeriške poezije, saj so verzi lahko nabiti tudi z erotiko, ki pa ne preide v pornografijo. 
Branka in Cerkelj je bila zelo crkljiva,
Dejansko Nebranka ni bila omahljiva:
    Muckanja se ni nikoli branila
    Tudi noge je rada razmaknila
Do fejst fantov je bila res darežljiva.
(neznani avtor)

## Learovi limeriki
Learovi limeriki imajo nekaj stalnic:
- žensko in moško rimo (aabba), pri čemer se moška rima (bb) pojavi kot notranja rima v tretjem, nekoliko daljšem verzu
- vedno enak začetek, ki obsega besedi There was, tj. bil(a) je
- skoraj vedno se nekoliko variirani prvi verz ponovi kot zadnji – ta ponovitev limerik vsebinsko in oblikovno zaokroža, ker prvi verz označuje krajevno pripadnost osebe ali nosilca dogajanja
- vedno gradi na opoziciji staro-mlado in žensko-moško
- vedno je izraženo, od kod so njegovi smešni, zmešani, zmedeni, nesrečni starčki in mladenke – iz dejansko obstoječega kraja v realnem svetu, torej iz katere države, dežele, otoka, polotoka, mesta, vasi, ali pa iz katerega splošneje označenega dela sveta, npr. nebesne strani (vzhod, zahod, sever, jug) ali neimenovane obale, rta ipd.
There was a Young Lady of Bute,
Who played on a silver-gilt flute;
She played several jigs, to her uncle's white pigs,
That amusing Young Lady of Bute.

## Pretnarjevi prevodi Learovih limerikov
Learove limerike je prevedel Tone Pretnar, in sicer iz Learove knjige A Book of Nonsense (Knjiga nesmisla), ki obsega 112 ilustriranih limerikov, jih je prevedel 21 - 11 jih je leta 1987 objavil, 10 jih je pa obdržal v rokopisu. 
Pretnarjev prevod zgoraj omenjene pesmi se glasi
Je ena punca iz Domžal
igra na srebrno piščal
vižice zmeraj vesele
za stričeve prašičke bele.
Ta smešna punca iz Domžal.
- Pretnar je Learovo krajevno določenost kot limerikovo stalnico prevzel, vendar krajev, ki jih navaja Lear, pa večinoma ne. Svoje prevedene limerike je večinoma prestavil v slovenske kraje in jim tako dodelil konotacijo domačnosti in krajevno-nacionalno zaznamovanost. Pri poslovenitvi kraja se je naslanjal na Learove vsebinsko pomembne besede, ki se morajo rimati na krajevno ime, npr. Bute/flute=Domžal/piščal, Kilkenny/penny=Tržiča/beliča, Moldavia/behaviour=Velenja/vedenja, Whitehaven/raven=Zvirčan/vran, …

- Learovo neenakomerno  štirivrstičnico, v kateri je tretji verz z notranjo rimo daljši od drugih treh, zapisuje kot petvrstičnico, v kateri je dolžina verzov enakomernejša, vse rime pa so končne. Zaradi tega dolžina limerika ni spremenjena, je pa zato pri Pretnarjevem prevodu večkrat za isto vsebino porabljenih več zlogov kot pri Learu:

Lear: But a laudable cook, fished him out with a hook = 12 zlogov
Pretnarjev prevod: Kuharica pametna s trnkom ga izbezlja = 14 zlogov